# Tachyerges pseudostigma
Tachyerges pseudostigma är en skalbaggsart som först beskrevs av Joannes Albert Tempère 1982.  Tachyerges pseudostigma ingår i släktet Tachyerges, och familjen vivlar. Arten är reproducerande i Sverige.